# Liebster Gott, wenn werd ich sterben
Liebster Gott, wenn werd ich sterben? (BWV 8) ist eine Choralkantate auf den 16. Sonntag nach Trinitatis von Johann Sebastian Bach. Sie wurde am 24. September 1724 uraufgeführt.

## Entstehung
Diese Kantate gehört zu einem Zyklus von Choralkantaten, die Bach in den Jahren 1724 und 1725 komponierte und zur Aufführung brachte. In der Zeit vom 11. Juni 1724 bis zum 25. März 1725, als dieser Zyklus mit der Kantate zum Fest Mariä Verkündigung jäh abbrach, komponierte Bach vierzig Kantaten, also etwa eine pro Woche. Bedenkt man, dass gerade zu den großen Festen des Kirchenjahres (Weihnachten, Ostern und Pfingsten) mehrere Kantaten auf eine Woche entfallen, wird die enorme musikalische Produktivität Bachs deutlich, die sich in diesem Zyklus zeigt.

## Inhalt
Der Text bezieht sich auf das Sonntagsevangelium Lk 7,11–17 , die Auferweckung des Jünglings zu Nain. Vor diesem Hintergrund formuliert er Furcht und Gottvertrauen des Christen angesichts des Todes. Eindrucksvoll malen die hohen Tonrepetitionen der Soloflöte im Eingangssatz das „Ticken der Lebensuhr“.

## Fassungen
Es existieren zwei Fassungen dieser Kantate. Die erste Fassung steht in der Tonart E-Dur, die zweite ist in D-Dur verfasst und wurde wahrscheinlich am 17. September 1747 in Leipzig aufgeführt. Bis auf die abweichenden Tonarten zeigen sich keine wesentlichen Unterschiede.

## Gliederung
Die Kantate umfasst sechs Sätze:
1. Chorus: Liebster Gott, wenn werd ich sterben?, E-Dur, Chor SATB. Ein durch Zwischenspiele unterbrochener Choralsatz, wobei der cantus firmus durch den Sopran in langen Noten vorgetragen wird, während Alt, Tenor und Bass dazu einen freien Kontrapunkt figurieren.
2. Arie: Was willst du dich, mein Geist, entsetzen?, cis-moll, Tenor solo, Oboe d’amore und basso continuo.
3. Rezitativ: Zwar fühlt mein schwaches Herz, E-Dur, Alt solo, Streicher und Continuo.
4. Arie: Doch weichet, ihr tollen, vergeblichen Sorgen!, A-Dur, Bass solo, Querflöte und Continuo.
5. Rezitativ: Behalte nur, o Welt, das Meine!, E-Dur, Sopran solo und Continuo.
6. Choral: Herrscher über Tod und Leben, E-Dur, Tutti.

## Ausgaben
- Breitkopf & Härtel, Leipzig 1851, Druckplatte B.W. I. (Erstausgabe)
- Bach-Gesellschaft-Ausgabe, Band 1, S. 211–242